# Trolejbusy w Rustawi
Trolejbusy w Rustawi − zlikwidowany system komunikacji trolejbusowej w gruzińskim mieście Rustawi.

## Historia
Trolejbusy w Rustawi uruchomiono 16 lutego 1971. W 1985 sieć osiągnęła maksymalne wymiary. Wówczas w mieście było 49 km tras i 8 linii trolejbusowych. W 1999 w eksploatacji były trolejbusy typu Škoda 9Tr, Škoda 14Tr, Ikarus 280T i ZiU-9. 8 trolejbusów ZiU-9 sprowadzono z Aten, a dwa z Tbilisi. Ruch trolejbusów wstrzymano w Rustawi 24 września 2009.